# Campionat del Món de motociclisme de 1962
La temporada de 1962 del Campionat del món de motociclisme fou la 14a edició d'aquest campionat, organitzat per la FIM.
El campió del món vigent de 350cc i 500cc, Gary Hocking, va quedar profundament afectat per la mort del seu amic, Tom Phillis, al TT de l'Illa de Man d'aquell any i després de guanyar el Senior TT va anunciar la seva retirada de les curses de motociclisme. Hocking es va morir participant en una prova de Fórmula 1 el 21 de desembre d'aquell mateix any. El company d'equip de Hocking a MV Agusta, Mike Hailwood, va guanyar el seu primer campionat mundial de 500cc, mentre que el rhodesià d'Honda, Jim Redman, guanyà els de 350cc i 250cc. El títol de 125cc, en què el campió vigent, Phillis, es va morir a principis de temporada, fou per a un altre pilot de la marca japonesa, Luigi Taveri.
La nova classe dels 50cc, introduïda aquell any, va ser dominada per Ernst Degner amb la Suzuki que va desenvolupar ell mateix al Japó després de protagonitzar un sonat canvi de bàndol en plena Guerra Freda. Degner, que havia corregut fins aleshores sota la bandera de l'Alemanya Oriental, va passar a córrer aquest any per a l'Alemanya Occidental després d'haver travessat el Teló d'acer amb tota la seva família a finals de la temporada anterior.
Suzuki va guanyar el títol de constructors de 50cc i Honda, els de 125, 250 i 350cc, quedant així únicament la categoria dels 500cc, a mans de MV Agusta, com a l'única no dominada pels japonesos.

## Canvis de classes
El 1962 s'introduí la nova classe dels 50cc, que estigué vigent fins al 1983. A partir del 1984, la cilindrada d'aquesta classe es va augmentar als 80cc.

## Campions del món
Pilots
| 50cc         | 125cc        | 250cc      | 350cc      | 500cc         |
| ------------ | ------------ | ---------- | ---------- | ------------- |
| Ernst Degner | Luigi Taveri | Jim Redman | Jim Redman | Mike Hailwood |

Constructors
| 50cc   | 125cc | 250cc | 350cc | 500cc     |
| ------ | ----- | ----- | ----- | --------- |
| Suzuki | Honda | Honda | Honda | MV Agusta |

Sidecars
| Pilot / Passatger        | Constructor |
| ------------------------ | ----------- |
| Max Deubel / Emil Horner | BMW         |

## Grans Premis

### Sistema de puntuació
Barem de puntuació de 1950 a 1968:
| Posició | 1 | 2 | 3 | 4 | 5 | 6 |
| Punts   | 8 | 6 | 4 | 3 | 2 | 1 |

Resultats comptabilitzats:
- 50cc, 125cc i 250cc: els sis millors
- 350cc i 500cc: els cinc millors
- Sidecars: els quatre millors

### Calendari
| Cursa | Data           | Gran Premi                | Circuit           |
| ----- | -------------- | ------------------------- | ----------------- |
| 1     | 6 de maig      | Gran Premi d'Espanya      | Montjuïc          |
| 2     | 13 de maig     | Gran Premi de França      | Clermont-Ferrand  |
| 3     | 6 de juny      | IOM TT                    | Snaefell Mountain |
| 4     | 30 de juny     | Dutch TT                  | Assen             |
| 5     | 8 de juliol    | Gran Premi de Bèlgica     | Spa-Francorchamps |
| 6     | 15 de juliol   | Gran Premi d'Alemanya     | Solitude          |
| 7     | 11 d'agost     | Gran Premi de l'Ulster    | Dundrod           |
| 8     | 19 d'agost     | Gran Premi de la RDA      | Sachsenring       |
| 9     | 9 de setembre  | Gran Premi de les Nacions | Monza             |
| 10    | 23 de setembre | Gran Premi de Finlàndia   | Tampere           |
| 11    | 14 d'octubre   | Gran Premi de l'Argentina | Buenos Aires      |

### Guanyadors
| Cursa | Gran Premi        | 50cc           | 125cc               | 250cc          | 350cc         | 500cc                | Resultats |
| ----- | ----------------- | -------------- | ------------------- | -------------- | ------------- | -------------------- | --------- |
| 1     | GP d'Espanya      | H.G. Anscheidt | Kunimitsu Takahashi | Jim Redman     |               |                      | Resultat  |
| 2     | GP de França      | Jan Huberts    | Kunimitsu Takahashi | Jim Redman     |               |                      | Resultat  |
| 3     | IOM TT            | Ernst Degner   | Luigi Taveri        | Derek Minter   | Mike Hailwood | Gary Hocking         | Resultat  |
| 4     | Dutch TT          | Ernst Degner   | Luigi Taveri        | Jim Redman     | Jim Redman    | Mike Hailwood        | Resultat  |
| 5     | GP de Bèlgica     | Ernst Degner   | Luigi Taveri        | Bob McIntyre   |               | Mike Hailwood        | Resultat  |
| 6     | GP d'Alemanya     | Ernst Degner   | Luigi Taveri        | Jim Redman     |               |                      | Resultat  |
| 7     | GP de l'Ulster    |                | Luigi Taveri        | Tommy Robb     | Jim Redman    | Mike Hailwood        | Resultat  |
| 8     | GP de la RDA      | Jan Huberts    | Luigi Taveri        | Jim Redman     | Jim Redman    | Mike Hailwood        | Resultat  |
| 9     | GP de les Nacions | H.G. Anscheidt | Teisuke Tanaka      | Jim Redman     | Jim Redman    | Mike Hailwood        | Resultat  |
| 10    | GP de Finlàndia   | Luigi Taveri   | Jim Redman          |                | Tommy Robb    | Alan Shepherd        | Resultat  |
| 11    | GP de l'Argentina | Hugh Anderson  | Hugh Anderson       | Arthur Wheeler |               | Benedicto Caldarella | Resultat  |

### Accidents mortals
- Al TT de l'Illa de Man s'hi van morir dos pilots arran de sengles accidents: Tom Phillis a la cursa de 350cc[3] i Colin Meehan a la de 350cc.[3]
- Hans Schuld es va morir arran d'un accident durant els entrenaments de la cursa de 250cc del Dutch TT.[4]

## Galeria

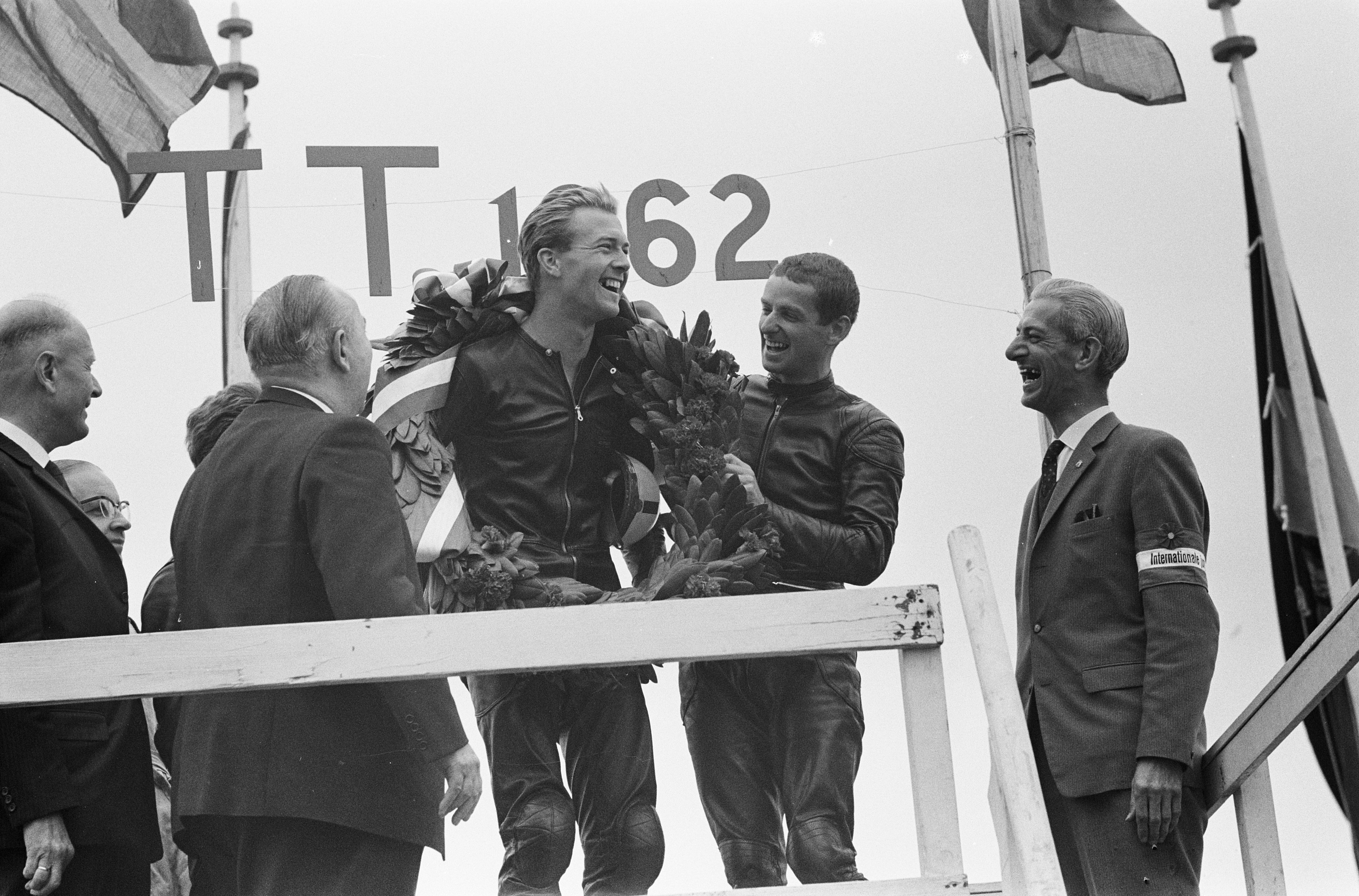
Ernst Degner (dreta, sense corona), campió de 50cc
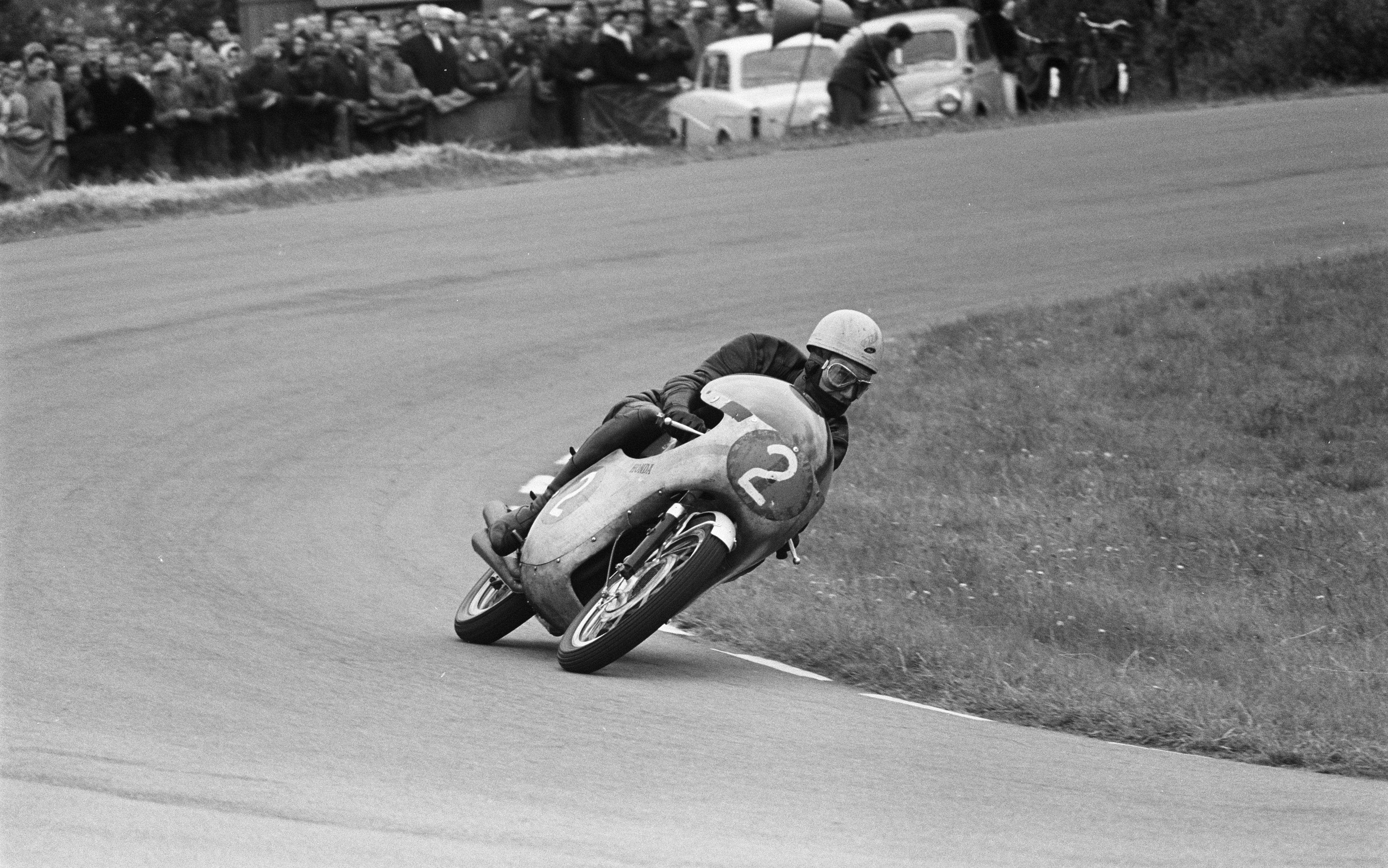
Jim Redman, campió de 250 i 350cc
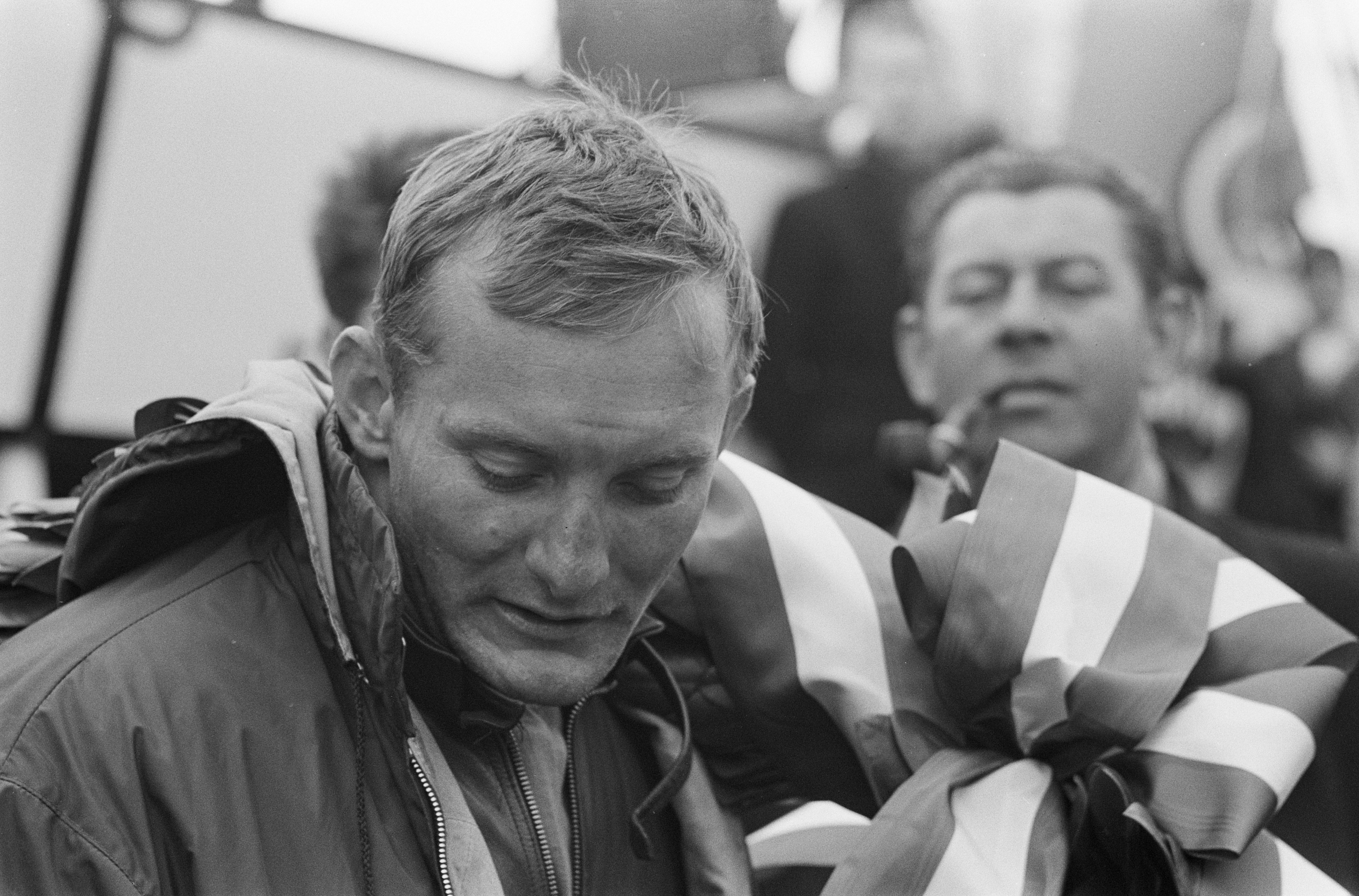
Mike Hailwood, campió de 500cc

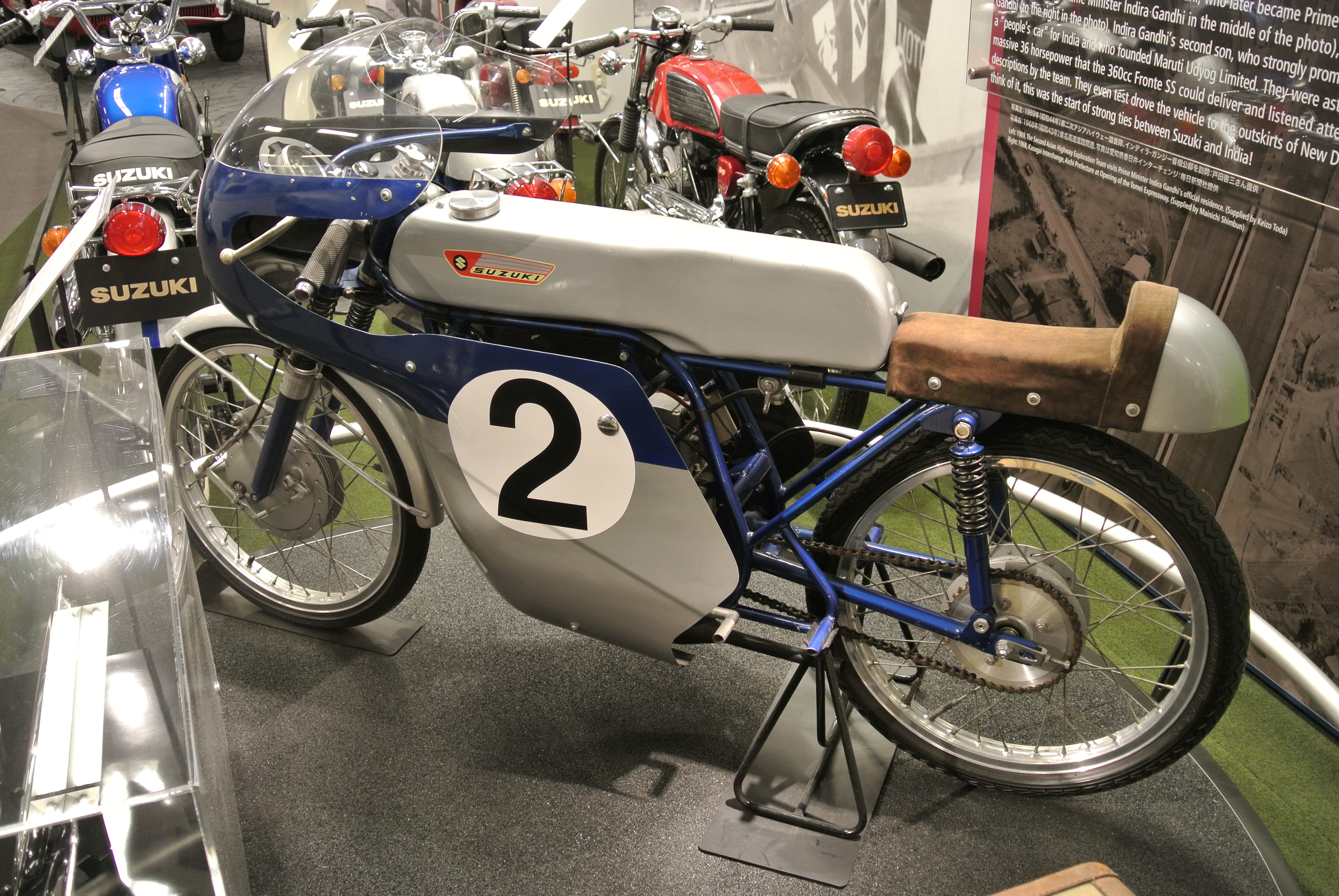
La Suzuki RM62 50cc
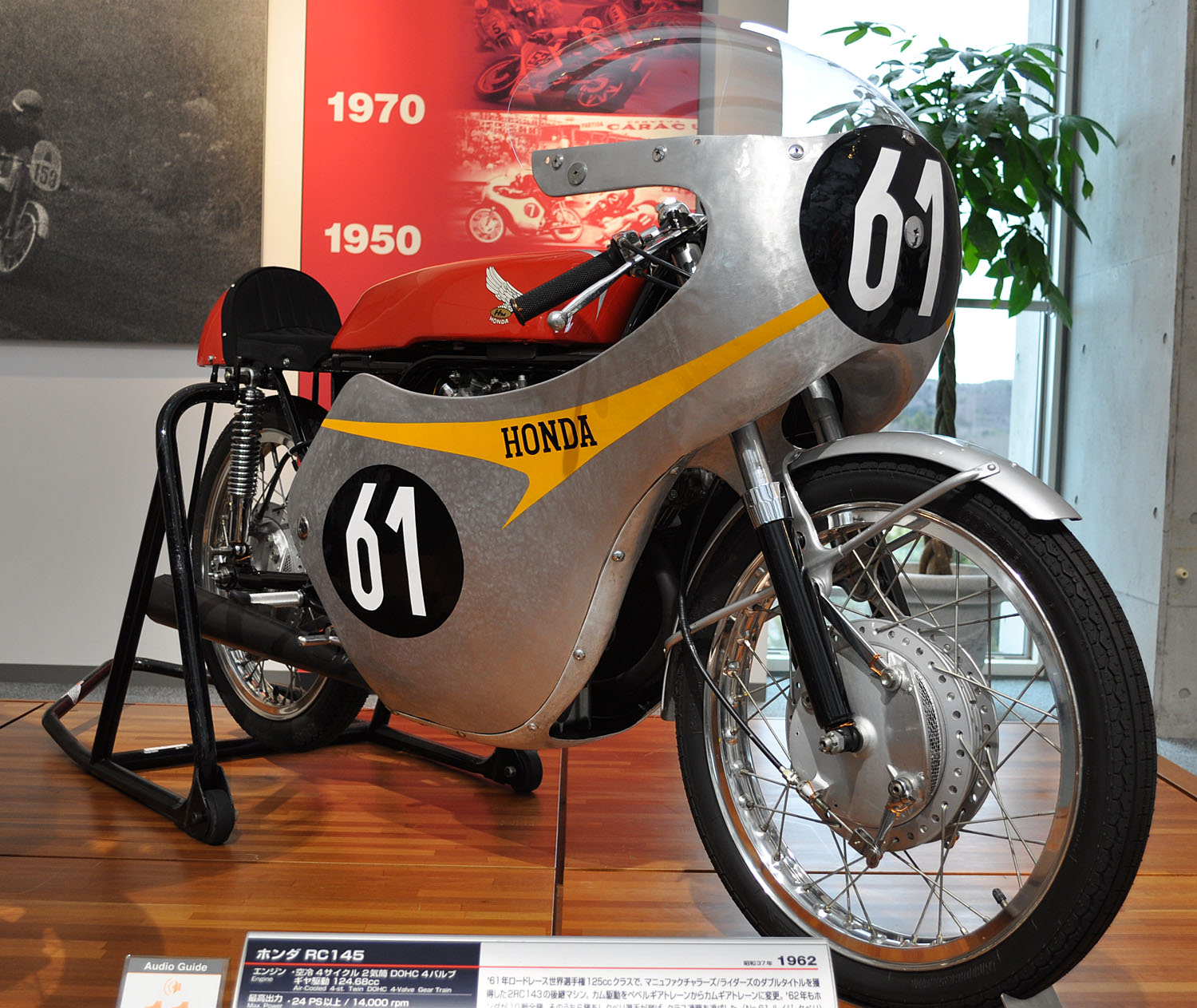
L'Honda RC145 125cc de Luigi Taveri
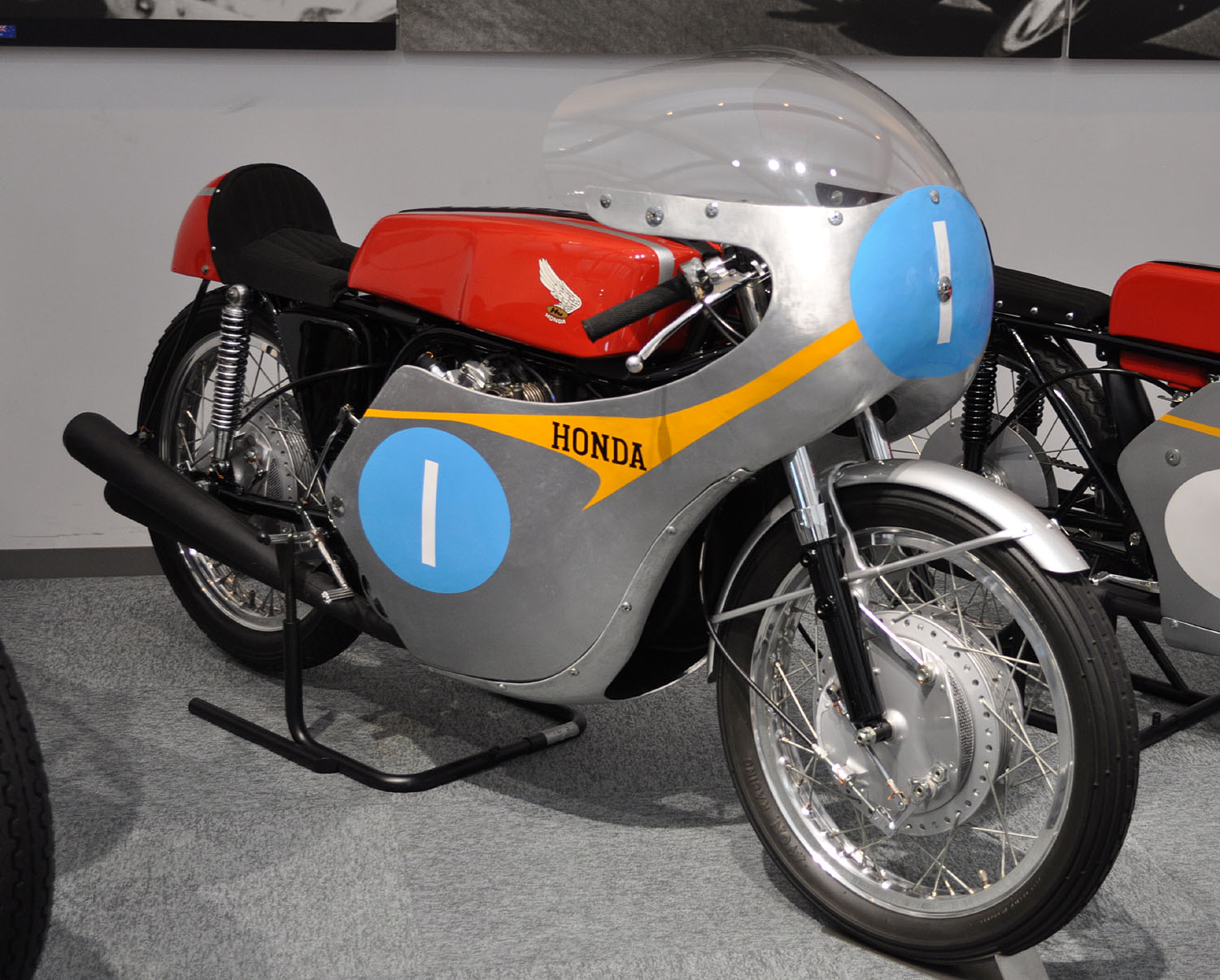
L'Honda RC171 350cc de Jim Redman

## Classificació dels pilots

### 500 cc
| Pos | Pilot                | Moto               | IOM · | NED · | BEL · | ULS · | DDR · | NAT · | FIN · | ARG · | Pts |
| --- | -------------------- | ------------------ | ----- | ----- | ----- | ----- | ----- | ----- | ----- | ----- | --- |
| 1   | Mike Hailwood        | MV Agusta          | 12    | 1     | 1     | 1     | 1     | 1     |       |       | 40  |
| 2   | Alan Shepherd        | Matchless          | Ret   | 4     | 2     | 2     | 2     | 9     | 1     |       | 29  |
| 3   | Phil Read            | Norton             | Ret   | 3     |       | 3     |       | 4     |       |       | 11  |
| 4   | Bertie Schneider     | Norton             | 4     | 5     | Ret   | Ret   | 3     | 6     |       | Ret   | 10  |
| 5   | Benedicto Caldarella | Matchless          |       |       |       |       |       |       |       | 1     | 8   |
| =   | Gary Hocking         | MV Agusta          | 1     |       |       |       |       |       |       |       | 8   |
| 7   | Fratisek Stastný     | Jawa               |       | 8     |       | Ret   | 4     | Ret   | 3     |       | 7   |
| 8   | Tony Godfrey         | Norton             | Ret   | 6     | 3     | 5     |       |       |       |       | 7   |
| 9   | Paddy Driver         | Norton             |       | 10    | 4     | Ret   | 5     | 5     |       |       | 7   |
| 10  | Sven-Olof Gunnarsson | Norton             | 17    |       |       |       |       |       | 2     |       | 6   |
| 11  | Derek Minter         | Norton             | Ret   | 2     |       | Ret   |       |       |       |       | 6   |
| 12  | Ellis Boyce          | Norton / Matchless | 2     |       |       | Ret   |       |       |       |       | 6   |
| 13  | Juan Carlos Salatino | Norton             |       |       |       |       |       |       |       | 2     | 6   |
| =   | Remo Venturi         | MV Agusta          |       |       |       |       |       | 2     |       |       | 6   |
| 15  | Fred Stevens         | Norton             | 3     |       | 6     | Ret   |       |       |       |       | 5   |
| 16  | Silvio Grassetti     | Bianchi            |       | Ret   |       |       |       | 3     |       |       | 4   |
| 17  | Eduardo Salatino     | Norton             |       |       |       |       |       |       |       | 3     | 4   |
| 18  | Ron Langston         | Norton             | Ret   | Ret   | Ret   | 4     |       |       |       |       | 3   |
| 19  | Paolo Gamberini      | Matchless          |       |       |       |       |       |       |       | 4     | 3   |
| =   | Anssi Resko          | Matchless          |       |       |       |       |       |       | 4     |       | 3   |
| 21  | Richard Ingram       | Norton             | 5     | 9     |       | 8     | 7     |       |       |       | 2   |
| 22  | Jack Findlay         | Norton             | Ret   | 12    | 5     | Ret   | Ret   | Ret   |       |       | 2   |
| 23  | Harald Karlsson      | Norton             |       |       |       |       |       |       | 5     |       | 2   |
| =   | Amieta Pomesano      | Norton             |       |       |       |       |       |       |       | 5     | 2   |
| 25  | Roland Föll          | Matchless          | 18    |       |       |       | 6     | 8     | 6     |       | 2   |
| 26  | Brian Setchell       | Norton             | 6     |       |       |       |       |       |       |       | 1   |
| =   | Manuel Soler         | Norton             |       |       |       |       |       |       |       | 6     | 1   |
| =   | Ray Spence           | Norton             |       |       |       | 6     |       |       |       |       | 1   |
| 29  | Jack Ahearn          | Norton             | Ret   | 7     | 8     | 12    | Ret   | 10    |       |       | 0   |
| 30  | Gyula Marsovszky     | Norton             | 23    |       | 9     |       |       | 7     |       |       | 0   |
| 31  | Rudolf Gläser        | Norton             |       |       | 11    |       |       |       | 7     |       | 0   |
| =   | Ernst Hiller         | Matchless          |       | 11    | 7     |       |       |       |       |       | 0   |
| =   | Tom Thorp            | Norton             | 7     |       |       | 11    |       |       |       |       | 0   |
| 33  | Peter Middleton      | Norton             | Ret   |       |       | 7     |       |       |       |       | 0   |
| 34  | Mike Duff            | Matchless          | Ret   | Ret   |       | Ret   | 8     |       | Ret   |       | 0   |
| 35  | Chris Conn           | Norton             | 8     |       |       |       |       |       |       |       | 0   |
| =   | Tauro Nurmi          | Norton             |       |       |       |       |       |       | 8     |       | 0   |
| 37  | Sid Mizen            | Matchless          | Ret   | 15    |       | 9     |       |       |       |       | 0   |
| 38  | William Van Leeuwen  | Norton             |       |       |       | Ret   | 9     |       |       |       | 0   |
| 39  | Derek Powell         | Matchless          | 9     |       |       |       |       |       |       |       | 0   |
| =   | Antero Ventoniemi    | Norton             |       |       |       |       |       |       | 9     |       | 0   |
| 41  | Raymond Bogaerdt     | Norton             |       | 16    | 10    |       |       |       |       |       | 0   |
| 42  | Derek Woodman        | Matchless          | 10    |       |       | Ret   |       |       |       |       | 0   |
| 43  | Ralph Bryans         | Norton             |       |       |       | 10    |       |       |       |       | 0   |
| =   | Vijlo Heino          | Norton             |       |       |       |       |       |       | 10    |       | 0   |
| =   | György Kurucz        | Norton             |       |       |       |       | 10    |       |       |       | 0   |
| 46  | Vernon Cottle        | Norton             |       | Ret   |       |       | 11    |       |       |       | 0   |
| 47  | Billy McCosh         | Matchless          | 11    |       |       |       |       |       |       |       | 0   |
| =   | Raine Lampinen       | Norton             |       |       |       |       |       |       | 11    |       | 0   |
| =   | Vasco Loro           | Norton             |       |       |       |       |       | 11    |       |       | 0   |
| 50  | Renzo Rossi          | Gilera             |       |       |       |       |       | 12    |       |       | 0   |
| =   | Graham Smith         | Norton             |       |       |       |       | 12    |       |       |       | 0   |
| 52  | Alf Shaw             | Norton             | 28    |       |       | 13    |       |       |       |       | 0   |
| 53  | Bo Granath           | Norton             |       |       |       | Ret   | 13    |       |       |       | 0   |
| =   | Walter Scheimann     | Norton             | Ret   | 13    |       |       |       |       |       |       | 0   |
| 55  | Peter Evans          | Matchless          | 13    |       |       |       |       |       |       |       | 0   |
| =   | Benedetto Zambotti   | Norton             |       |       |       |       |       | 13    |       |       | 0   |
| 57  | Karl Recktenwald     | Norton             |       | 14    |       | 14    |       |       |       |       | 0   |
| 58  | George Purvis        | Matchless          | 14    |       |       | Ret   |       |       |       |       | 0   |
| 59  | Giuseppe Dardanello  | Norton             |       |       |       |       |       | 14    |       |       | 0   |
| =   | Alfred Worel         | BSA                |       |       |       |       | 14    |       |       |       | 0   |
| 61  | Dennis Fry           | Norton             | 27    |       |       | 15    | Ret   |       |       |       | 0   |
| 62  | Emanuele Maugliani   | Gilera             |       |       |       |       |       | 15    |       |       | 0   |
| =   | John Simmonds        | Matchless          | 15    |       |       |       |       |       |       |       | 0   |
| 64  | Brian Hornby         | Norton             | 16    |       |       |       |       |       |       |       | 0   |
| =   | Giuseppe Mantelli    | Gilera             |       |       |       |       |       | 16    |       |       | 0   |
| =   | Patrick Plunkett     | Matchless          |       |       |       | 16    |       |       |       |       | 0   |
| 67  | Ladislaus Richter    | Norton             |       | 17    |       |       | Ret   |       |       |       | 0   |
| 68  | Tomy Holmes          | Matchless          |       |       |       | 17    |       |       |       |       | 0   |
| 69  | Jimmy Jones          | Norton             |       |       |       | 18    |       |       |       |       | 0   |
| 70  | Louis Carr           | Matchless          | 19    |       |       |       |       |       |       |       | 0   |
| 71  | Derek Lee            | Matchless          | 20    |       |       |       |       |       |       |       | 0   |
| 72  | Douglas Smith        | AJS                | 21    |       |       |       |       |       |       |       | 0   |
| 73  | George Bell          | Norton             | 22    |       |       |       |       |       |       |       | 0   |
| 74  | Chris Anderson       | BSA / Norton       | 24    |       |       | Ret   |       |       |       |       | 0   |
| 75  | Jimmy Morton         | Matchless          | 25    |       |       | Ret   |       |       |       |       | 0   |
| 76  | Ted Whiteside        | Matchless          | 26    |       |       |       |       |       |       |       | 0   |
| 77  | Frank Reynolds       | Norton             | 29    |       |       |       |       |       |       |       | 0   |
| -   | John Gabites         | Norton             | Ret   |       |       | Ret   | Ret   |       |       |       | 0   |
| -   | Jacques Insermini    | Norton             |       |       |       | Ret   | Ret   | Ret   |       |       | 0   |
| -   | Hugh Anderson        | Matchless          | Ret   |       |       | Ret   |       |       |       |       | 0   |
| -   | Bob Coulter          | AJS / Norton       |       |       |       | Ret   | Ret   |       |       |       | 0   |
| -   | Robin Fitton         | Norton             |       | Ret   |       | Ret   |       |       |       |       | 0   |
| -   | Harry Grant          | BSA                | Ret   |       |       | Ret   |       |       |       |       | 0   |
| -   | Alistair King        | Matchless          | Ret   |       |       | Ret   |       |       |       |       | 0   |
| -   | Stephen Murray       | Matchless          |       | Ret   |       | Ret   |       |       |       |       | 0   |
| -   | Dan Shorey           | Norton             | Ret   |       |       | Ret   |       |       |       |       | 0   |
| -   | Joop Vogelzang       | Norton             |       | Ret   |       |       | Ret   |       |       |       | 0   |
| -   | Arthur Wheeler       | Moto Guzzi         | Ret   |       |       |       |       |       |       | Ret   | 0   |
| -   | Billy Andersson      | AJS                | Ret   |       |       |       |       |       |       |       | 0   |
| -   | Rudolf Bergsleithner | Norton             | Ret   |       |       |       |       |       |       |       | 0   |
| -   | Ernesto Brambilla    | Bianchi            |       | Ret   |       |       |       |       |       |       | 0   |
| -   | John Brown           | Norton             |       |       |       | Ret   |       |       |       |       | 0   |
| -   | Jack Bullock         | Norton             | Ret   |       |       |       |       |       |       |       | 0   |
| -   | Agne Carlsson        | Norton             |       |       |       |       |       |       | Ret   |       | 0   |
| -   | G. Chatterton        | Norton             | Ret   |       |       |       |       |       |       |       | 0   |
| -   | Horacio Costas       | Matchless          |       |       |       |       |       |       |       | Ret   | 0   |
| -   | Richard Creith       | Norton             |       |       |       | Ret   |       |       |       |       | 0   |
| -   | James Cripps         | Norton             | Ret   |       |       |       |       |       |       |       | 0   |
| -   | Terry Dennehy        | Norton             |       |       |       | Ret   |       |       |       |       | 0   |
| -   | Alan Dugalde         | Matchless          | Ret   |       |       |       |       |       |       |       | 0   |
| -   | Don Ellis            | Matchless          | Ret   |       |       |       |       |       |       |       | 0   |
| -   | Jack Gow             | Triumph            | Ret   |       |       |       |       |       |       |       | 0   |
| -   | Gustav Havel         | Jawa               |       |       |       | Ret   |       |       |       |       | 0   |
| -   | Karl Hoppe           | Norton             |       | Ret   |       |       |       |       |       |       | 0   |
| -   | Hannu Kuparinen      | Norton             |       |       |       |       |       |       | Ret   |       | 0   |
| -   | Len Ireland          | Norton             |       |       |       | Ret   |       |       |       |       | 0   |
| -   | Pentti Lehtelä       | Norton             |       |       |       |       |       |       | Ret   |       | 0   |
| -   | Eduard Lenz          | Norton             |       |       |       |       | Ret   |       |       |       | 0   |
| -   | Colin Lyster         | Norton             |       |       |       | Ret   |       |       |       |       | 0   |
| -   | Jorge Kissling       | Matchless          |       |       |       |       |       |       |       | Ret   | 0   |
| -   | Mark McCausland      | Matchless          |       |       |       | Ret   |       |       |       |       | 0   |
| -   | Robert McCracken     | Norton             |       |       |       | Ret   |       |       |       |       | 0   |
| -   | Michael McStay       | Norton             | Ret   |       |       |       |       |       |       |       | 0   |
| -   | Ned Minihan          | Norton             | Ret   |       |       |       |       |       |       |       | 0   |
| -   | Albert Montagne      | Norton             |       |       |       |       | Ret   |       |       |       | 0   |
| -   | Billie Nelson        | Norton             | Ret   |       |       |       |       |       |       |       | 0   |
| -   | Eric Oliver          | AJS                |       |       |       | Ret   |       |       |       |       | 0   |
| -   | Juan Carlos Perkins  | Norton             |       |       |       |       |       |       |       | Ret   | 0   |
| -   | Morgan Radberg       | Norton             |       |       |       | Ret   |       |       |       |       | 0   |
| -   | Johnnie Rae          | Norton             | Ret   |       |       |       |       |       |       |       | 0   |
| -   | Harold Riley         | BSA                | Ret   |       |       |       |       |       |       |       | 0   |
| -   | Bill Robertson       | AJS                | Ret   |       |       |       |       |       |       |       | 0   |
| -   | Frank Rutherford     | Matchless          | Ret   |       |       |       |       |       |       |       | 0   |
| -   | Jack Shannon         | Matchless          |       |       |       | Ret   |       |       |       |       | 0   |
| -   | Bill Smith           | Norton             |       |       |       |       |       | Ret   |       |       | 0   |
| -   | Werner Spinnler      | Norton             |       |       |       |       | Ret   |       |       |       | 0   |
| -   | Vagn Stevnhoved      | Norton             |       |       |       |       | Ret   |       |       |       | 0   |
| -   | Veikko Sulasaari     | Norton             |       |       |       |       |       |       | Ret   |       | 0   |
| -   | Brian Taggart        | AJS                |       |       |       | Ret   |       |       |       |       | 0   |
| -   | Rudolf Thalhammer    | Norton             |       |       |       |       |       | Ret   |       |       | 0   |
| -   | Pete Tomlinson       | Norton             | Ret   |       |       |       |       |       |       |       | 0   |
| -   | Martinus Van Son     | Norton             |       |       |       |       | Ret   |       |       |       | 0   |
| -   | Fabián Villavelran   | Norton             |       |       |       |       |       |       |       | Ret   | 0   |
| -   | Dave Wildman         | Matchless          | Ret   |       |       |       |       |       |       |       | 0   |
| Pos | Pilot                | Moto               | IOM · | NED · | BEL · | ULS · | DDR · | NAT · | FIN · | ARG · | Pts |

| Color   | Resultat                       |
| ------- | ------------------------------ |
| Or      | Guanyador                      |
| Argent  | 2n lloc                        |
| Bronze  | 3r lloc                        |
| Verd    | Va acabar sumant punts         |
| Blau    | Va acabar sense sumar punts    |
| Blau    | No classificat (NC)            |
| Porpra  | Es retirà (Ret o DNF)          |
| Vermell | No qualificat (NQ o DNQ)       |
| Vermell | No pre-qualificat (NPQ o DNPQ) |
| Negre   | Desqualificat (DSQ)            |
| Blanc   | No va començar (NVC o DNS)     |
| Blanc   | Abandonà (AB o WD)             |
| Blanc   | Retirat per lesió (LES)        |
| Blanc   | Cursa cancel·lada (C)          |
| Gris    | No va entrenar (NE o DNP)      |
| Gris    | No va arribar (NA o DNA)       |
| Gris    | Exclòs (EX)                    |

### 350 cc
| Posició | Pilot                | Moto       | Punts | Victòries |
| ------- | -------------------- | ---------- | ----- | --------- |
| 1       | Jim Redman           | Honda      | 32    | 4         |
| 2       | Tommy Robb           | Honda      | 22    | 1         |
| 3       | Mike Hailwood        | MV Agusta  | 20    | 1         |
| 4       | Frantisek Stastny    | Jawa       | 16    | 0         |
| 5       | Silvio Grassetti     | Bianchi    | 8     | 0         |
| 6       | Alan Shepherd        | AJS / MZ   | 7     | 0         |
| 7       | Gustav Havel         | Jawa       | 7     | 0         |
| 8       | Gary Hocking         | MV Agusta  | 6     | 0         |
| 9       | Mike Duff            | AJS        | 5     | 0         |
| 10      | Roy Ingram           | Norton     | 3     | 0         |
| =       | Sven-Olof Gunnarsson | Norton     | 3     | 0         |
| 12      | Derek Minter         | Norton     | 2     | 0         |
| =       | Taneli Lepo          | AJS        | 2     | 0         |
| 14      | Hugh Anderson        | AJS        | 1     | 0         |
| =       | Phil Read            | Norton     | 1     | 0         |
| =       | Nicolaï Sevostianov  | CKEB C360  | 1     | 0         |
| =       | Arthur Wheeler       | Moto Guzzi | 1     | 0         |
| =       | Moto Kitano          | Honda      | 1     | 0         |

### 250 cc
| Posició | Pilot                | Moto       | Punts | Victòries |
| ------- | -------------------- | ---------- | ----- | --------- |
| 1       | Jim Redman           | Honda      | 48    | 6         |
| 2       | Bob McIntyre         | Honda      | 32    | 1         |
| 3       | Arthur Wheeler       | Moto Guzzi | 19    | 1         |
| 4       | Tom Phillis          | Honda      | 12    | 0         |
| 5       | Tarquinio Provini    | Morini     | 10    | 0         |
| 6       | Derek Minter         | Honda      | 8     | 1         |
| =       | Tommy Robb           | Honda      | 8     | 1         |
| 8       | Luigi Taveri         | Honda      | 8     | 0         |
| 9       | Alberto Pagani       | Aermacchi  | 8     | 0         |
| 10      | Dan Shorey           | Bultaco    | 8     | 0         |
| 11      | Mike Hailwood        | MZ         | 6     | 0         |
| =       | Umberto Masetti      | Morini     | 6     | 0         |
| 13      | Günter Beer          | Adler      | 6     | 0         |
| =       | Moto Kitano          | Honda      | 6     | 0         |
| 15      | Teisuke Tanaka       | Honda      | 4     | 0         |
| =       | Werner Musiol        | MZ         | 4     | 0         |
| =       | Rudolph Kaiser       | NSU        | 4     | 0         |
| 18      | Cas Swart            | Honda      | 3     | 0         |
| =       | Jorge Ternengo       | Ducati     | 3     | 0         |
| 20      | Jean-Pierre Beltoise | Morini     | 2     | 0         |
| =       | Frank Perris         | Suzuki     | 2     | 0         |
| =       | Campbell Donaghy     | Ducati     | 2     | 0         |
| =       | Nicolaï Sevostianov  | CKEB C259  | 2     | 0         |
| =       | Gilberto Milani      | Aermacchi  | 2     | 0         |
| =       | Carlos Marfetan      | Parilla    | 2     | 0         |
| 26      | Marcel Toussaint     | Benelli    | 1     | 0         |
| =       | Benjamin Savoye      | FB-Mondial | 1     | 0         |
| =       | Pierrot Vervroegen   | Aermacchi  | 1     | 0         |
| =       | Michael Schneider    | NSU        | 1     | 0         |
| =       | Stuart Graham        | Aermacchi  | 1     | 0         |
| =       | Paolo Campanelli     | Benelli    | 1     | 0         |
| =       | Enrique Dietrich     | Aermacchi  | 1     | 0         |

### 125 cc
| Posició | Pilot               | Moto       | Punts | Victòries |
| ------- | ------------------- | ---------- | ----- | --------- |
| 1       | Luigi Taveri        | Honda      | 48    | 6         |
| 2       | Jim Redman          | Honda      | 38    | 1         |
| 3       | Tommy Robb          | Honda      | 30    | 0         |
| 4       | Kunimitsu Takahashi | Honda      | 16    | 2         |
| 5       | Mike Hailwood       | EMC        | 12    | 0         |
| 6       | Teisuke Tanaka      | Honda      | 11    | 1         |
| 7       | Hugh Anderson       | Suzuki     | 11    | 1         |
| 8       | Hans Fischer        | MZ         | 7     | 0         |
| 9       | Raúl Kissling       | DKW        | 6     | 0         |
| 10      | Paddy Driver        | EMC        | 6     | 0         |
| 11      | Ernst Degner        | Suzuki     | 5     | 0         |
| 12      | Rex Avery           | EMC        | 5     | 0         |
| 13      | Tom Phillis         | Honda      | 4     | 0         |
| =       | Alan Shepherd       | MZ         | 4     | 0         |
| =       | Mitsuo Itoh         | Suzuki     | 4     | 0         |
| 16      | Derek Minter        | Honda      | 3     | 0         |
| =       | Bob McIntyre        | Honda      | 3     | 0         |
| =       | Limburg Moreira     | Bultaco    | 3     | 0         |
| 19      | John Grace          | Bultaco    | 2     | 0         |
| =       | Klaus Enderlein     | MZ         | 2     | 0         |
| =       | Alberto Pagani      | Honda      | 2     | 0         |
| =       | Frank Perris        | Suzuki     | 2     | 0         |
| =       | Marzillo Chizzini   | Bultaco    | 2     | 0         |
| 24      | Francesco Villa     | FB-Mondial | 1     | 0         |
| =       | Jorge Kissling      | Bultaco    | 1     | 0         |
| =       | Stanislav Malina    | ČZ         | 1     | 0         |
| =       | Giuseppe Visenzi    | Ducati     | 1     | 0         |
| =       | Werner Musiol       | MZ         | 1     | 0         |
| =       | Jukka Petäjä        | MZ         | 1     | 0         |
| =       | Pedro Rosenthal     | Tohatsu    | 1     | 0         |

### 50 cc
| Posició | Pilot                | Moto     | Punts | Victòries |
| ------- | -------------------- | -------- | ----- | --------- |
| 1       | Ernst Degner         | Suzuki   | 41    | 4         |
| 2       | Hans-Georg Anscheidt | Kreidler | 36    | 2         |
| 3       | Luigi Taveri         | Honda    | 29    | 1         |
| 4       | Jan Huberts          | Kreidler | 29    | 2         |
| 5       | Mitsuo Itoh          | Suzuki   | 23    | 0         |
| 6       | Tommy Robb           | Honda    | 17    | 0         |
| 7       | Hugh Anderson        | Suzuki   | 16    | 1         |
| 8       | Seiichi Suzuki       | Suzuki   | 10    | 0         |
| 9       | Kunimitsu Takahashi  | Honda    | 7     | 0         |
| 10      | Josep Maria Busquets | Derbi    | 6     | 0         |
| 11      | Wolfgang Gedlich     | Kreidler | 6     | 0         |
| 12      | Isao Morishita       | Suzuki   | 2     | 0         |
| =       | Teisuke Tanaka       | Honda    | 2     | 0         |
| 14      | Michio Ichino        | Suzuki   | 2     | 0         |
| 15      | Dan Shorey           | Kreidler | 1     | 0         |
| =       | Günter Beer          | Kreidler | 1     | 0         |